# Cody McCormick
Pour les articles homonymes, voir McCormick.
Cody McCormick (né le 18 avril 1983 à London, province de l'Ontario) est un joueur retraité de hockey sur glace canadien. Il est d'origine Chippewa et Onneiout.

## Carrière de joueur
Il commence sa carrière en 1999 avec les Bulls de Belleville en LH0. Il est choisi en 2001 au cours du repêchage d'entrée dans la Ligue nationale de hockey par l'Avalanche du Colorado en 5e ronde, en 144e position. Le 1er août 2009, il signe un contrat d'un an d'une valeur approximative de 550 000$ avec les Sabres de Buffalo.
Durant la saison écourtée, le 20 février 2013, il est placé au ballotage par les Sabres. N'étant réclamé par aucune équipe du circuit, il est assigné au club-école de la Ligue américaine de hockey, les Americans de Rochester.
Après sa récupération d'une longue blessure durant la saison 2013-2014 avec les Sabres, il est inclus dans la transaction, le 5 mars 2014, envoyant Matt Moulson au Wild du Minnesota contre Torrey Mitchell, un choix de deuxième ronde pour le repêchage de 2014 et un choix de deuxième ronde en 2016.
Après avoir raté la saison 2015-2016 en raison d'un caillot de sang dans une jambe, il annonce son retrait de la compétition le 11 avril 2016.

## Statistiques
| Saison     | Équipe                  | Ligue      |     | Saison régulière | Saison régulière | Saison régulière | Saison régulière | Saison régulière |   | Séries éliminatoires | Séries éliminatoires | Séries éliminatoires | Séries éliminatoires | Séries éliminatoires |
| Saison     | Équipe                  | Ligue      | PJ  | B                | A                | Pts              | Pun              | PJ               | B | A                    | Pts                  | Pun                  |                      |                      |
| 1999-2000  | Bulls de Belleville     | LHO        | 45  | 3                | 4                | 7                | 42               | 9                | 0 | 1                    | 1                    | 10                   |                      |                      |
| 2000-2001  | Bulls de Belleville     | LHO        | 66  | 7                | 16               | 23               | 135              | 10               | 1 | 1                    | 2                    | 23                   |                      |                      |
| 2001-2002  | Bulls de Belleville     | LHO        | 63  | 10               | 17               | 27               | 118              | 11               | 2 | 4                    | 6                    | 24                   |                      |                      |
| 2002-2003  | Bulls de Belleville     | LHO        | 61  | 36               | 33               | 69               | 166              | 7                | 4 | 7                    | 11                   | 11                   |                      |                      |
| 2003-2004  | Bears de Hershey        | LAH        | 32  | 3                | 6                | 9                | 60               | -                | - | -                    | -                    | -                    |                      |                      |
| 2003-2004  | Avalanche du Colorado   | LNH        | 44  | 2                | 3                | 5                | 73               | -                | - | -                    | -                    | -                    |                      |                      |
| 2004-2005  | Bears de Hershey        | LAH        | 40  | 5                | 6                | 11               | 68               | -                | - | -                    | -                    | -                    |                      |                      |
| 2005-2006  | Lock Monsters de Lowell | LAH        | 13  | 1                | 6                | 7                | 34               | -                | - | -                    | -                    | -                    |                      |                      |
| 2005-2006  | Avalanche du Colorado   | LNH        | 45  | 4                | 4                | 8                | 29               | -                | - | -                    | -                    | -                    |                      |                      |
| 2006-2007  | River Rats d'Albany     | LAH        | 42  | 8                | 8                | 16               | 64               | 5                | 1 | 0                    | 1                    | 4                    |                      |                      |
| 2006-2007  | Avalanche du Colorado   | LNH        | 6   | 0                | 1                | 1                | 6                | -                | - | -                    | -                    | -                    |                      |                      |
| 2007-2008  | Monsters du lac Érié    | LAH        | 13  | 2                | 4                | 6                | 16               | -                | - | -                    | -                    | -                    |                      |                      |
| 2007-2008  | Avalanche du Colorado   | LNH        | 40  | 2                | 2                | 4                | 50               | 4                | 0 | 1                    | 1                    | 7                    |                      |                      |
| 2008-2009  | Avalanche du Colorado   | LNH        | 55  | 1                | 11               | 12               | 92               | -                | - | -                    | -                    | -                    |                      |                      |
| 2009-2010  | Pirates de Portland     | LAH        | 66  | 17               | 12               | 29               | 168              | 3                | 0 | 0                    | 0                    | 9                    |                      |                      |
| 2009-2010  | Sabres de Buffalo       | LNH        | -   | -                | -                | -                | -                | 3                | 0 | 2                    | 2                    | 14                   |                      |                      |
| 2010-2011  | Sabres de Buffalo       | LNH        | 81  | 8                | 12               | 20               | 142              | 7                | 1 | 0                    | 1                    | 2                    |                      |                      |
| 2011-2012  | Sabres de Buffalo       | LNH        | 50  | 1                | 3                | 4                | 56               | -                | - | -                    | -                    | -                    |                      |                      |
| 2012-2013  | Sabres de Buffalo       | LNH        | 8   | 0                | 0                | 0                | 10               | -                | - | -                    | -                    | -                    |                      |                      |
| 2012-2013  | Americans de Rochester  | LAH        | 25  | 6                | 5                | 11               | 42               | 3                | 1 | 0                    | 1                    | 26                   |                      |                      |
| 2013-2014  | Sabres de Buffalo       | LNH        | 29  | 1                | 4                | 5                | 45               | -                | - | -                    | -                    | -                    |                      |                      |
| 2013-2014  | Wild du Minnesota       | LNH        | 14  | 1                | 1                | 2                | 7                | 13               | 1 | 0                    | 1                    | 14                   |                      |                      |
| 2014-2015  | Sabres de Buffalo       | LNH        | 33  | 1                | 3                | 4                | 40               | -                | - | -                    | -                    | -                    |                      |                      |
| Totaux LNH | Totaux LNH              | Totaux LNH | 405 | 21               | 44               | 65               | 550              | 27               | 2 | 3                    | 5                    | 37                   |                      |                      |